# När gravljusen brinner
När gravljusen brinner är en psalm vars text är skriven av Christina Lövestam. Musiken är skriven av Hans Kennemark. 
Musikarrangemanget i Psalmer i 2000-talets koralbok är gjort av Gunilla Tornving.
Psalmen gavs ut 2006 för fyrstämmig kör (SATB) i häftet Psalmer i 2000-talet Allhelgonatid, advent och jul. I häftet finns även en flöjtstämma till vers 3 och en kontrabasstämma.

## Publicerad i
- Psalmer i 2000-talet som nummer 880 under rubriken "Jesus Kristus - människors räddning".
- Hela familjens psalmbok 2013 som nummer 177 under rubriken "Tårar och skratt".[2]
- Sång i Guds värld Tillägg till Svensk psalmbok för den evangelisk-lutherska kyrkan i Finland 2015 som nummer 856 under rubriken "Kyrkoåret".